# Mustervertrag
Ein Mustervertrag ist ein Vertragsentwurf, der erstellt worden ist, damit andere Vertragsparteien ihn für ihre Vertragsschlüsse nutzen können, ohne den Aufwand betreiben zu müssen, einen eigenen Vertragstext zu entwerfen. Beispiele sind Lieferverträge, Kaufverträge und Wartungsverträge, die ein Verband oder eine Industrie- und Handelskammer erstellt hat, damit ihre Mitglieder sie für ihre Vertragspraxis übernehmen können. Musterverträge können auch Formulierungshilfen für Rechtslaien sein, in denen dann beide Parteien gemeinsam Leerfelder ausfüllen können. Ein Beispiel hierfür ist der ADAC-Kaufvertrag für Autos.
Musterverträge stellen stets Allgemeine Geschäftsbedingungen gemäß § 305 Abs. 1 BGB dar. Eine Ausnahme  gilt nur für solche Vertragsregelungen, die gemäß § 305 Abs. 1 Satz 3 BGB im Einzelnen ausgehandelt worden sind, woran der BGH allerdings sehr hohe Anforderungen stellt. Auf unverändert übernommene Musterverträge ist stets das AGB-Recht anwendbar.
Das AGB-Recht gilt auch, wenn der Mustertext nicht vom Verwender selbst ist. Es reicht aus, wenn der Verwender vorformulierte Vertragsklauseln eines Dritten für sich verwendet (BGH, 17.02.2010 - VIII ZR 67/09, Tz. 10, 11).
Nach dem BGH liegt ein einseitiges Stellen von Vertragsbedingungen dann nicht vor, wenn sich Privatleute für die Verwendung eines Mustervertrags einigen, um die Benutzung eines rechtlich einwandfreien Vertrags zu gewährleisten (BGH 17.02.2010 - VIII ZR 67/09, Tz. 20).